# Censo argentino de 1914
El día 1 de junio de 1914, bajo la presidencia de Roque Sáenz Peña, se realizó el tercer censo de población en la República Argentina.
Esta es la tabla de población de las provincias del país en 1914, en orden descendente.
| Provincia                  | Población |
| -------------------------- | --------- |
| Buenos Aires               | 2.066.948 |
| Capital Federal            | 1.575.814 |
| Santa Fe                   | 899.640   |
| Córdoba                    | 735.472   |
| Entre Ríos                 | 425.373   |
| Corrientes                 | 347.055   |
| Tucumán                    | 332.933   |
| Mendoza                    | 277.535   |
| Santiago del Estero        | 261.678   |
| Salta                      | 142.156   |
| San Juan                   | 119.252   |
| San Luis                   | 116.266   |
| La Pampa                   | 101.338   |
| Catamarca                  | 100.769   |
| La Rioja                   | 79.754    |
| Jujuy                      | 77.511    |
| Misiones                   | 53.563    |
| Chaco                      | 46.274    |
| Río Negro                  | 42.242    |
| Neuquén                    | 28.866    |
| Chubut                     | 23.065    |
| Formosa                    | 19.281    |
| Santa Cruz                 | 9.948     |
| Tierra del Fuego           | 2.504     |
| No Censados                |           |
| TOTAL DE POBLACIÓN EN 1914 | 7.885.237 |

### Ciudades con mayor población.
Estas son las ciudades más pobladas en 1914.
1. Aglomerado Gran Buenos Aires (2.034.031 hab.)
2. Gran Rosario (245.199 hab.)
3. Gran La Plata (137.413 hab,)
4. Gran Córdoba (121.982 hab.)
5. Gran San Miguel de Tucumán (92.284 hab.)

El único cambio con respecto a 1895 fue el 3.º lugar, en el cual el Gran Córdoba fue reemplazado por el Gran La Plata.